# الترحال في صحاري العرب (كتاب)
الترحال في صحاري العرب (Travels in Arabia Deserta) كتاب كتبه عام 1888 تشارلز داوتي وهو عبارة عن قصته عندما جاء عام 1876م ومكث عدة سنوات جال من خلالها أجزاء من الجزيرة العربية تحت اسم مستعار «خليل».أعجب لورنس العرب كثيرا بكتابه وقام بمراجعته ونشره بعد أن قدم له بمقدمة ماتعة كتبها بنفسه
وهناك طبعة المركز القومي للترجمة 4 مجلدات تميزت بذكر النص الأصلي بالرغم مافيها من أخطاء في الترجمة خاصة في أسماء والأعيان وتوجد طبعة لدار الوراق لكنها اختصرت الكتاب مما أدى إلى حذف أجزاء كثيرة من النص الأصلي.

## روابط خارجية
- الترحال في صحاري العرب على موقع الموسوعة البريطانية (الإنجليزية)